# Bembidion aetolicum
Bembidion aetolicum es una especie de escarabajo del género Bembidion, categorizada en la tribu Bembidiini, de la subfamilia Trechinae.

## Distribución
Se distribuye por Grecia.

## Taxonomía
Fue descrita por Apfelbeck en 1901.